# Manual de municiones improvisadas TM 31-210
El TM 31-210 Improvised Munitions Handbook (Manual de Municiones Improvisadas TM 31-210) es un manual técnico del Ejército de los Estados Unidos de 256 páginas destinado a las Fuerzas especiales del Ejército de los Estados Unidos. Fue publicado por primera vez en 1969 por el Departamento del Ejército.   
Como muchos otros manuales militares de EE. UU. que tratan sobre dispositivos explosivos improvisados (IED, por sus siglas en inglés) y guerra no convencional, fue desclasificado y puesto a disposición del público como resultado de disposiciones como la Ley por la Libertad de la Información (FOIA, por sus siglas en inglés), y ahora está disponible gratuitamente para todo el público en formato electrónico e impreso.  
El manual explica cómo en operaciones de guerra no convencional, por razones logísticas o de seguridad, puede resultar imposible o imprudente utilizar municiones militares convencionales como herramientas al realizar determinadas misiones. A partir de esta consideración, el manual describe la fabricación de varios tipos de armas a partir de materiales fácilmente disponibles, de pilas de chatarra, productos químicos domésticos comunes y suministros comprados en tiendas regulares.
El manual fue mencionado en reportajes de varios medios luego de que fuera incautado a personas sospechosas de planear actividades guerrilleras o terroristas.
El manual es una de las mejores referencias oficiales sobre la fabricación de artefactos explosivos improvisados (IED), y algunas de las armas descritas en él han sido utilizadas contra tropas estadounidenses por tropas extranjeras. Por ejemplo, la trampa de la "granada de mano en una lata" se usó contra las tropas estadounidenses en Vietnam. Además, el manual fue encontrado en muchas refugios abandonadas de varios grupos islamistas, por ejemplo en Kabul, Mazar-e Sharif y Kandahar (Afganistán), así como en campos de entrenamiento destruidos.
El manual TM 31-210 estuvo sujeto a consideraciones sobre las repercusiones del fácil acceso público a la información sobre la fabricación artesanal de armas y explosivos.
El manual también ha sido mencionado en la literatura científica, utilizado como referencia para trabajos que tratan temas como balística,investigaciones forenses,ingeniería de seguridady contraterrorismo.

## Secciones
El manual TM 31-210 consta de siete secciones principales:     
- Explosivos y propulsores (incluidos los encendedores)
- Minas y granadas
- Armas ligeras y municiones
- Morteros y cohetes
- Dispositivos incendiarios
- Mechas, detonadores y mecanismos de retardo
- Misceláneas

La sección miscelánea trata sobre la producción de varios tipos de mecanismos de activación (presión, liberación de presión, tracción, etc.), una balanza de precisión improvisada, baterías eléctricas, barricadas antibalas improvisadas y más. El manual finaliza con dos apéndices, que tratan brevemente de las propiedades de algunos explosivos primarios y secundarios. 

## En la cultura popular
El manual TM 31-210 apareció como un "huevo de Pascua" en la película animada CGI de 1995, Toy Story. En la escena en la que Woody queda atrapado debajo de una caja de plástico azul en el dormitorio de Sid, es posible ver detrás de él un documento titulado "TM 31-210 Improvised Interrogation Handbook" (Manual de Interrogatorio Improvisado TM 31-210), una clara referencia al documento real.